# Сан Хуан (окръг, Вашингтон)
Вижте пояснителната страница за други значения на Сан Хуан.
Окръг Сан Хуан (на английски: San Juan County) е окръг в щата Вашингтон, Съединени американски щати. Площта му е 1608 km², а населението – 16 715 души (2017). Административен център е град Фрайди Харбър.